# Синьоврата птица мишка
Синьовратата птица мишка (Urocolius macrourus) е вид птица от семейство Птици мишки (Coliidae).

## Разпространение и местообитание
Разпространен е в Бенин, Буркина Фасо, Бурунди, Гвинея-Бисау, Джибути, Еритрея, Етиопия, Камерун, Кения, Демократична република Конго, Мавритания, Мали, Нигер, Нигерия, Руанда, Сенегал, Сомалия, Судан, Танзания, Уганда, Чад и Южен Судан.